# 的里雅斯特省
的里雅斯特省（Provincia di Trieste）是意大利弗留利-威尼斯朱利亞的一個省。面積212平方公里，2004年人口240,000人。首府的里雅斯特。
下分6市鎮。